# Pikkukari (ö i Nyland)
Pikkukari är en ö i Finland. Den ligger i sjön Puujärvi och i kommunen Lojo i den ekonomiska regionen  Helsingfors  och landskapet Nyland, i den södra delen av landet, 70 km väster om huvudstaden Helsingfors. Öns största längd är 40 meter i nord-sydlig riktning.